# Christina Odenberg
Christina Odenberg (ur. 26 marca 1940) – szwedzka emerytowana luterańska biskup diecezji Lund (5 czerwca 1997 – 31 marca 2007). Była pierwszą kobietą, która otrzymała sakrę biskupią w Kościele Szwedzkim. Jej brat, Mikael Odenberg, był ministrem obrony w szwedzkim rządzie. Jej następczynią na stanowisku biskupim w Lund została Antje Jackelén.